# Там'яново
Там'я́ново (рос. Тамьяново, башк. Тамъян) — село у складі Чекмагушівського району Башкортостану, Росія. Входить до складу Новокутовської сільської ради.
Населення — 268 осіб (2010; 323 2002).
Національний склад:
- башкири — 58 %
- татари — 33 %

У селі народився Герой соціалістичної праці Халін Ревгат Менгалейович (1922-2010).